# Renault Egeus
Der Renault Egeus ist ein Konzeptfahrzeug im Segment der Sport Utility Vehicle des französischen Automobilherstellers Renault. Er wurde auf der IAA im Jahre 2005 vorgestellt. Der Egeus ist damit die Nachfolgestudie nach dem Renault Wind und dem Fluence.

## Motor

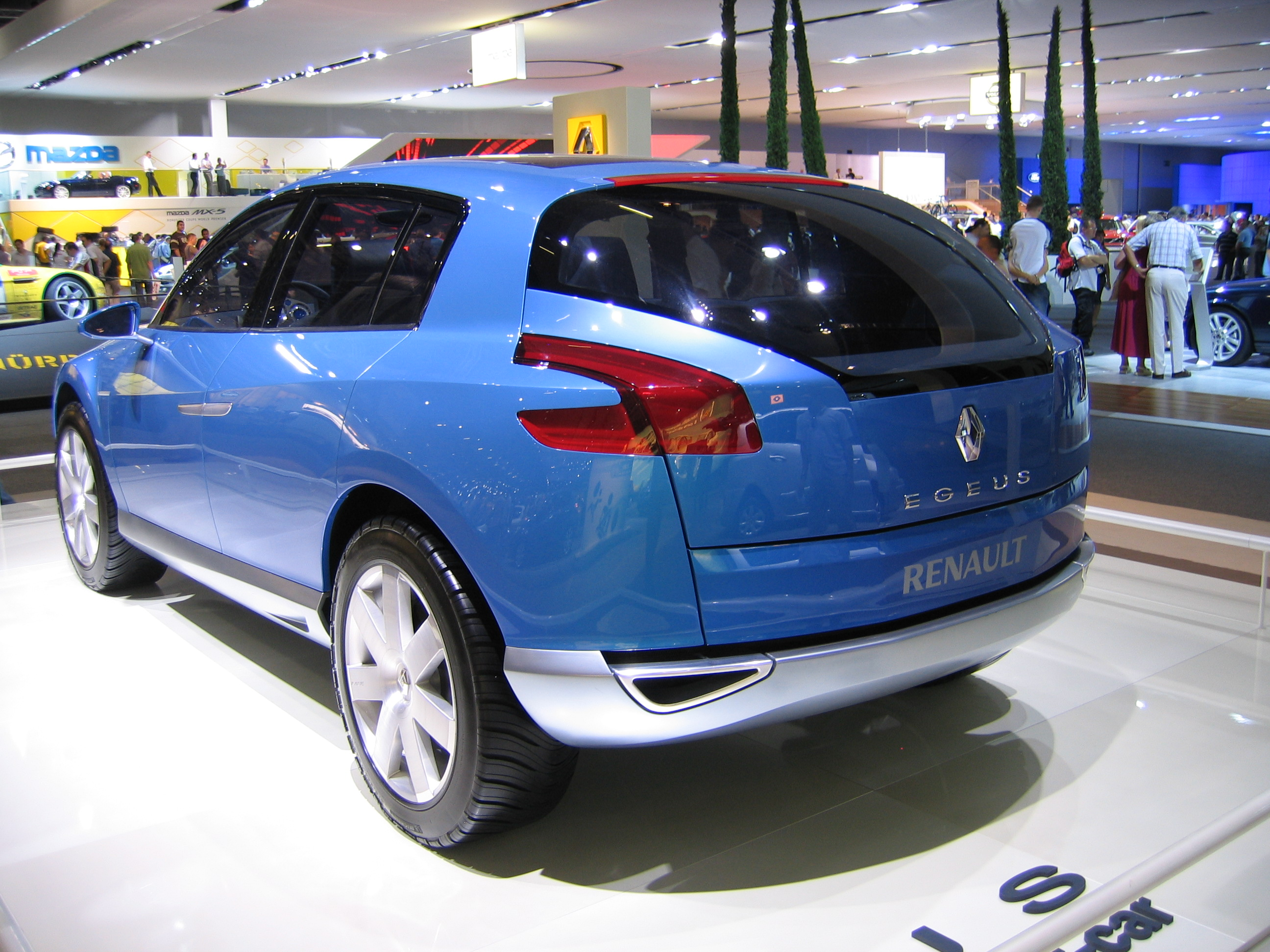
Heckansicht

Angetrieben wird das Konzeptfahrzeug durch einen drei Liter großen V6-Dieselmotor mit 184 kW (250 PS), der mit einer Sieben-Stufen-Automatik verbunden ist. Die Kraft wird über einen Allradantrieb auf die 22 Zoll großen Leichtmetallräder übertragen. Die Studie erreicht die Abgasnorm Euro4 und ist mit einem Partikelfilter ausgestattet.

## Ausstattung
Durch ein Panoramaglasdach wird der Innenraum mit den vier Einzelsitzen hell ausgeleuchtet. Weitere Besonderheiten sind die entfallenen B-Säulen, Flügeltüren sowie versenkte Türgriffe, die zum Betätigen automatisch aus ihrer Ruheposition herausfahren. Im Interieur sind hochwertige Materialien wie Leder und Metall eingesetzt. Der Tacho zeigt die Geschwindigkeit in analoger und in digitaler Form an. Mithilfe eines neuartigen Navigationssystems wird dem Fahrer eine Richtgeschwindigkeit vorgeschlagen; überschreitet er diese, zeigen LEDs eine optische Warnung an.